# NGC 4979
NGC 4979 est une galaxie spirale barrée située dans la constellation de la Chevelure de Bérénice. Sa vitesse par rapport au fond diffus cosmologique est de 6 595 ± 19 km/s, ce qui correspond à une distance de Hubble de 97,3 ± 6,8 Mpc (∼317 millions d'al). NGC 4979 a été découverte par l'astronome germano-britannique William Herschel en 1785. Cette galaxie a aussi été observée par l'astronome français Stéphane Javelle le 20 juin 1895 et elle a été inscrite à l'Index Catalogue sous la cote IC 4198.
NGC 4979 présente une large raie HI et, selon la base de données Simbad, c'est une galaxie LINER, c'est-à-dire une galaxie dont le noyau présente un spectre d'émission caractérisé par de larges raies d'atomes faiblement ionisés.
À ce jour, cinq mesures non basées sur le décalage vers le rouge (redshift) donnent une distance de 62,580 ± 23,319 Mpc (∼204 millions d'al), ce qui est à l'extérieur des valeurs de la distance de Hubble. Notons que c'est avec la valeur moyenne des mesures indépendantes, lorsqu'elles existent, que la base de données NASA/IPAC calcule le diamètre d'une galaxie, malgré l'incohérence de certains échantillons comme celui-ci avec une mesure de 104 Mpc et quatre mesures d'environ 50 Mpc.